# Ongentheow
Ongentheow är en konung över svearna omtalad i det fornengelska Beowulfkvädet och nämnd i Widsith. Namnet motsvarar det nordiska Angantyr.

## Beowulf
I Beowulf nämns Ongentheow för första gången i rad 1968, där geaternas kung Hygelac betecknas som "Ongentheows dråpare". Femhundra versrader senare (2475) återkommer namnet, när det berättas att Ongentheows söner attackerade geaterna. Geaterna ville ha vedergällning, men Hygelacs bror Heathcyn stupade. Nästa morgon attackerade Ongontheow Eofor, men hans stridshjälm gled bort, han snubblade och Eofor gav honom det dödande slaget, som en hämnd för Heathcyn.
I rad 2968-2990 berättas det i större detalj om slaget i skogen Hrefnawudu. Det var Ongentheow som hade dödat Heathcyn då geaterna hade anfallit honom. Det sägs att Ongentheow räddade sin fru, mor till Onela och Ohthere. Ongentheow förföljde geaterna som flydde genom natten, men vid morgonen fick geaterna kontakt med Hygelacs förstärkningar. Ongentheow drog sig tillbaka till sin borg. Geaterna bröt igenom försvarslinjen, bröderna Eofor och Wulf sårade Ongentheow, men den gamle Ongentheow högg genom Wulfs hjälm. Då Wulf låg sårad på marken, krossade Eofor Ongentheows hjälm med sitt svärd. Så stupade den gamle kungen. Geaterna tog hans järnbrynja, hans svärd och hans hjälm, och gav rustningen till Hygelac. Ongentheow efterträddes av sin son Ohthere.

## Widsith
Ongentheow förekommer som ett av namnen på härskare i första þulan (avdelningen) av den korta dikten Widsith, och det står att han härskade över svearna: "sweom Ongendþeow". Ett mycket liknande namn förekommer i den andra þulan om Widsiths resor. Där står namnet i samma rad som tre andra namn som förekommer i Hervarar saga, så att man antar att raden syftar på Angantyr Hedreksson, kung över Reidgoterna:
| Seccan sohte ic ond Beccan | Secca besökte jag och Becca |
| Seafolan ond þeodric,      | Seafola och Theoderik,      |
| Heaþoric ond Sifecan       | Hedrek och Sifka            |
| Hliþe ond Incgenþeow.      | Lad och Angantyr.           |

## Historiska tolkningar
Namnet Ongentheow kan tyda på samband med Ongendus och Angantyr. Äldre svensk forskning har tolkat Beowulf som historia och likställt Ongentheow med Egil i Ynglingaätten som i Ynglingatal upptar den plats som Angantyr har i Beowulfkvädet. I Ynglingatal kallas Egil även för Týs öttungr,  vilket anses vara en omtolkning av ett äldre Angan-Týs.

## Fotnoter
1. ↑  R.M. Liuzza (2000). ”Appendix: The Geatish-Swedish wars”. Beowulf: A new verse translation. ISBN 1-55111-189-6
2. ↑  Örjan Martinsson. ”Namnregister till Widsith med förklaringar”. tacitus.nu. http://cornelius.tacitus.nu/beowulf/widsith-register.htm.